# 노마드랜드
《노마드랜드》(영어: Nomadland: Surviving America in the Twenty-First Century)는 2017년 발행된 제시카 브루더의 논픽션 책이다. 대침체 이후 계절 일자리를 찾아 미국 전역을 여행하는 일시적인 생활 방식으로 지내는 노인 현상에 대해 다루고 있다.

## 영화화
이 책은 단편 다큐멘터리 영화인 《CamperForce》로 각색되었으며, 브루더는 감독 브렛 스토리와 총괄 프로듀서 로라 포이트러스와 함께 프로듀서로 참가했다.
2019년 2월 폭스 서치라이트 픽처스는 이 책이 프랜시스 맥도먼드, 피터 스피어스가 영화화 판권을 매입했다고 발표했다. 클로이 자오가 각색하고 감독하여 2020년에 공개되었다.